# هفت‌تپه (امیدیه)
هفت‌تپه امیدیه، روستایی از توابع بخش جایزان شهرستان امیدیه در استان خوزستان ایران است.

## جمعیت
این روستا در دهستان جایزان قرار دارد و براساس سرشماری مرکز آمار ایران در سال ۱۳۸۵، جمعیت آن ۳۸۲ نفر (۷۸خانوار) بوده‌است.